# Indian Coffee House
Indian Coffee House – indyjska sieć restauracji, prowadzona przez szereg spółdzielni pracowniczych. Jest silnie obecna w całych Indiach, ma prawie 400 kawiarni.

## Historia
Kawa była uprawiana w Indiach przez rdzennych Indusów od XVI w. Jednak koncepcja kawiarni zaczęła zdobywać niewielką popularność w XVIII w. w Ćennaj i Kalkucie. Jednak w ramach polityki dyskryminacji rasowej władców angielskich, rdzenni Indusi nie byli wpuszczani do tych kawiarni, które powstały głównie pod koniec lat 90. XIX w., gdy ukształtowała się idea sieci „India coffee house”.
Sieć India Coffee House została założona przez Coffee Cess Committee w 1936, kiedy to otwarto pierwszy sklep w Bombaju. W latach czterdziestych XX wieku w całych Indiach Brytyjskich było prawie 50 kawiarni. W związku ze zmianą polityki w połowie lat 50., zarząd zdecydował o zamknięciu kawiarni. Zachęceni przez komunistycznego przywódcę Ayillyath Kuttiari Gopalana, pracownicy Coffee Board zainicjowali ruch i zmusili Coffee Board do wyrażenia zgody na przekazanie punktów sprzedaży robotnikom, którzy następnie założyli Indyjską Spółdzielnię Kawową i zmienili nazwę sieci na Indian Coffee House. Spółdzielnia powstała w Bengaluru 19 sierpnia 1957, a inna w Delhi 27 grudnia 1957. Później powstały kolejne w Ballari i Madras (Chennai), które oddzielone od stowarzyszeń macierzystych. Oddział Malviya Marg w Jabalpur służy jako siedziba główna ICWCS. Od października 2018 Indian Coffee House ma swoją 8. filię w Jabalpur.
W kraju istnieje 13 stowarzyszeń spółdzielni, które prowadzą kawiarnie. Towarzystwa te są zarządzane przez komitety zarządzające wybierane spośród pracowników. Towarzystwa zrzeszone w All India Coffee Workers' Co-operation Societies Federation powstały 17 grudnia 1960.
Istnieje również alternatywna książka historyczna o ruchu ICH, w Malajalamie - Coffee Housinte Katha lub History of Coffee House autorstwa Nadakkal Parameswaran Pillai pod pseudonimem Nadakkal Parameswaran Pillai (wydawana przez Current Books). Jest to jedyna opublikowana pisemna historia ruchu ICH. Książka zdobyła nagrodę Abudhabi Shakthi Award jako najlepsza autobiografia w 2008.

## Oddziały

### Kerala
W Kerali są dwa ośrodki.
- India Coffee Board Worker's Co-operative Society Ltd. Nr. 4227, Triśur: Założona 10 lutego 1958. Pierwsza indyjska kawiarnia została otwarta w Trissur 8 marca 1958. Był to również czwarty ICH w kraju[9]. Ma ponad 50 oddziałów w Triśur, Ernakulam, Idukki, Kottayam, Pathanamthitta, Kollam i Thiruvananthapuram[10][11].

Adwokat i komunistyczny polityk - T. K. Krishnan oraz sekretarz stanu India Coffee Board Labour Union - Nadakkal Parameswaran Pillai byli założycielami ICH w Kerali.
- Indian Coffee Workers' Co operative Society Ltd. No. 4317, Kannur: Założony 2 lipca 1958. Pierwsza kawiarnia rozpoczęła działalność 7 sierpnia 1958 w Thalasserry. Ośrodek posiada ponad 25 oddziałów w okręgach Kasaragod, Kannur, Kozhikode, Malappuram i Palakkad.

Kawiarnie w Kerali są znane z szerokiego wykorzystania buraków w swoich daniach.

### Bengal Zachodni
Indian Coffee House posiada kilka oddziałów w Kalkucie, w tym oddział College Street, oddział Central Avenue, oddział Medical College Kolkata i oddział w dzielnicy Jadavpur. Są to ulubione miejsca spędzania wolnego czasu wśród studentów i młodzieży, choć w kawiarniach regularnie bywają również starsze osoby.

#### Coffee House przy College Street

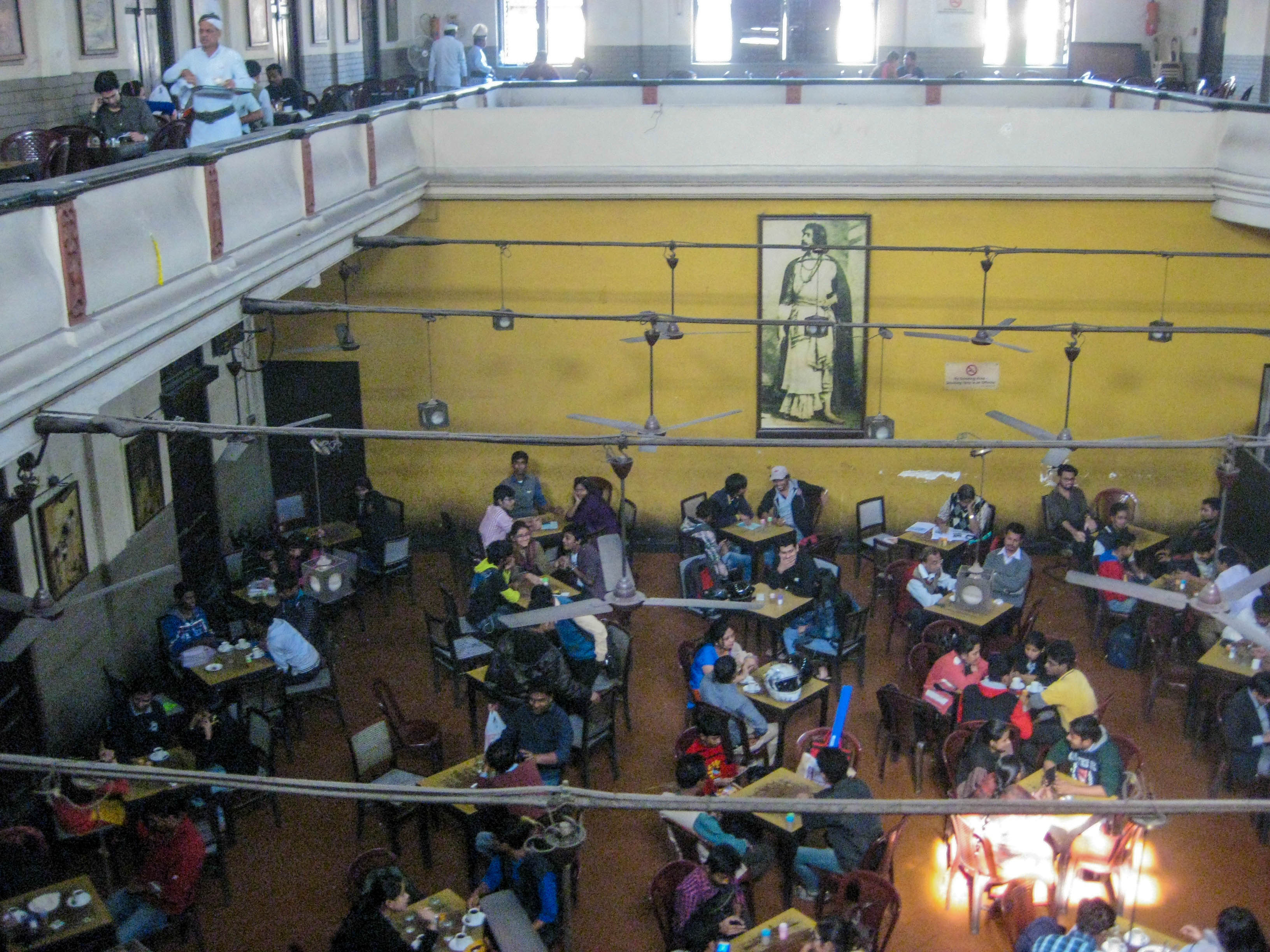
Wnętrze Indian Coffee House przy College Street

Najbardziej znany oddział Kawiarni w Kalkucie to ten przy College Street, znany również jako "Kawiarnia na College Street". Choć popularnie znana jako College Street Coffee House, oddział ten znajduje się właściwie przy Bankim Chatterjee Street.
Historię Kawiarni przy College Street można prześledzić zaczynając od Albert Hall, która została założona w kwietniu 1876. Później, w 1942, Zarząd Kawiarni podjął decyzję o utworzeniu placówki kawowej z Albert Hall. Znani obywatele, w tym Aparna Sen i Sunil Gangopadhyay, byli częstymi gośćmi tego miejsca. W 1947 władze centralne zmieniły nazwę miejsca na "Coffee House". Miejsce to stało się miejscem spotkań poetów, artystów, literatów i ludzi ze świata sztuki i kultury. Kawiarnia słynie ze swoich sesji adda, a także jako miejsce narodzin kilku politycznych i kulturalnych osobistości i ruchów. Słynna piosenka Coffee House-er Sei Adda-ta (কফি হাউসের সেই আড্ডাটা), śpiewana przez Manna Deya, jest o tej kawiarni.

### Czandigarh
Oddział Indian Coffee House w Sektorze 17 Czandigarh został otwarty w 1964 i pozostał popularny wśród specjalistów, dziennikarzy, lekarzy, prawników, pracowników biurowych i wyższych urzędników. Oddział początkowo działał w Sektorze 22, a w 1971 został przeniesiony do Sektora 17. Kawiarnia na kampusie Uniwersytetu Pendżabskiego jest popularna wśród studentów. W 2016 został otwarty nowy oddział w sektorze 36. Centrum Studenckie Uniwersytetu Pendżabskiego zostało podnajęte przez kilku byłych pracowników ICH w celu prowadzenia kawiarni. ICH ma swoją siedzibę w Janpath New Delhi.

### Himachal Pradesh
Oddział Indian Coffee House w Dharamsala był kiedyś popularnym miejscem spotkań inteligencji w mieście. Powstał po tym, jak administracja okręgu zwróciła się do Indyjskiej Spółdzielni Pracowników Kawy w Delhi w 1991. Społeczeństwo zdecydowało o jego zamknięciu w 2006, po tym jak straty przekroczyły 3,5 mln rupii.

### Madhya Pradesh

#### Indian Coffee Workers' Co-Operative Society Ltd, Jabalpur
W Madhya Pradesh znajduje się ponad 35 oddziałów, a w pionierskim mieście Jabalpur znajduje się ponad 10 oddziałów. Oddział Malviya Marg w Jabalpur jest główną siedzibą ICWCS. Indian Coffee House jest popularnym miejscem spotkań studentów w mieście, ale i również osób starszych.

#### Karnataka
50-letni Indian Coffee House przy M. G. Road w Bangalore został zamknięty 5 kwietnia 2009, po tym jak Indian Coffee Workers' Cooperative Society Limited przegrało prawną walkę z właścicielem budynku o kontynuację działalności. Został on ponownie otwarty przy Church Street, mniej niż sto metrów dalej. Inny jest w Koramangali naprzeciwko Jyoti Nivas College. Cztery oddziały Indian Coffee House działają na głównym kampusie Christ University's na Hosur Road, Bannerghatta Road i Kengeri Campus.